# Dwight Evans
Dwight Evans, né le 16 mai 1954 à Philadelphie, est un homme politique américain, élu démocrate de Pennsylvanie à la Chambre des représentants des États-Unis depuis 2016.

## Biographie
Dwight Evans est originaire de Philadelphie. Il est diplômé de l'université La Salle en 1975 et devient enseignant.
De 1981 à 2016, il est élu à la Chambre des représentants de Pennsylvanie où il représente une partie de Philadelphie, le 203e district,. En 1991, il prend la présidence du Appropriations Committee. Il perd le poste en 2010, accusé d'avoir influencé des marchés publics et à cause de la mauvaise gestion de fonds publics par une association dont il est le fondateur.
En 1986, il échoue à obtenir l'investiture démocrate pour devenir lieutenant-gouverneur. En 1994, il se présente au poste de gouverneur de Pennsylvanie. Rassemblant 22 % des suffrages, il arrive deuxième de la primaire démocrate derrière le lieutenant-gouverneur Mark Singel. Il est candidat à la mairie de Philadelphie en 1999 et 2007, sans succès.
En 2016, il se présente à la Chambre des représentants des États-Unis dans le 2e district de Pennsylvanie. Il est candidat face au démocrate sortant Chaka Fattah, qui est mis en examen. Il reçoit notamment le soutien du gouverneur Tom Wolf et du maire de Philadelphie Jim Kenney. Il remporte la primaire démocrate avec 43 % des voix devant Fattah (36 %). Fattah démissionne quelques semaines plus tard et Evans est candidat pour terminer le mandat de Fattah et pour le prochain mandat. Le 8 novembre, il remporte facilement les deux élections dans ce bastion démocrate de Philadelphie.
En juin 2025, il annonce qu'il ne sera pas candidat à un sixième mandat à la Chambre des représentants lors des élections de novembre 2026.